# Josef Mašín
 (mars 2024).
Si vous disposez d'ouvrages ou d'articles de référence ou si vous connaissez des sites web de qualité traitant du thème abordé ici, merci de compléter l'article en donnant les références utiles à sa vérifiabilité et en les liant à la section « Notes et références ».
Josef Mašín (né le 26 août 1896 à Lošany et mort le 30 juin 1942 à Prague) était un officier militaire tchécoslovaque et membre de la résistance tchécoslovaque contre les nazis. Il était le père de Josef et Citrad Mašín.

## Biographie
Josef Mašín est né à Lošany proche de Kolín. Il fut membre de la légions tchécoslovaques qui a combattu en Russie (1916-1921) et fut plus tard officier dans l'armée tchécoslovaque (dans un régiment d'artillerie). Après l'occupation de la Tchécoslovaquie par l'Allemagne nazie, il forma, avec Josef Balabán et Václav Morávek, un mouvement de résistance spécialisé dans le renseignement et dans les sabotages. Parmi les autres mouvements, celui-ci, nommé Tři Králové (les Trois Rois), est le plus connu en Tchécoslovaquie.